# Isabel Paterson
Isabel Paterson (nata Isabel Mary Bowler) (Isola Manitoulin, 22 gennaio 1886 – 10 gennaio 1961) è stata una giornalista, scrittrice e critica letteraria canadese naturalizzata statunitense. Insieme a Rose Wilder Lane e Ayn Rand, viene da alcuni considerata una delle ispiratrici dell'odierno libertarismo americano.
Il suo lavoro più famoso, il libro The God of the Machine, un trattato di filosofia politica, economia e storia, espone idee che gran parte dei fautori del libero arbitrio pongono alla base della loro filosofia. Il suo biografo Cox (2004) la considera "la prima progenitrice libertarian così come conosciuto oggi”. Ayn Rand scrive in una lettera negli anni quaranta che The God of the Machine "ha per il capitalismo lo stesso valore che Das Kapital ha per i marxisti e la Bibbia per i cristiani".

## Biografia
Nata Isabel Mary Bowler nella rurale Isola Manitoulin (Ontario), si trasferì nell'ovest con la famiglia quando era ancora molto piccola. È cresciuta quindi in un ranch nell'Alberta. La famiglia era molto povera e aveva altri otto figli.
Vorace lettrice autodidatta, ha frequentato solo tre anni la scuola, da 11 a 14 anni. Verso la fine dell'adolescenza, ha lasciato il ranch per trasferirsi a Calgary dove venne assunta a lavorare per la Canadian Pacific Railway. Ha fatto anche la cameriera, la stenografa e la contabile, come assistente del futuro primo ministro canadese Richard Bedford Bennett.
Anche se si esprimeva bene ed era senza dubbio erudita, aveva un'educazione formale estremamente limitata, esperienza che divideva con Rose Wilder Lane.
Nel 1910, a 24 anni, si sposò con il canadese Kenneth B. Paterson. Il matrimonio non fu felice e si separarono nel 1918. È stato durante questi anni che si è accaparrata un lavoro presso un giornale, l’Inland Herald di Spokane. Inizialmente lavorava nel dipartimento di economato, ma poi venne trasferita all'editoria. Lì iniziò la sua carriera di giornalista: il suo lavoro successivo fu presso un altro quotidiano a Vancouver (Columbia Britannica), dove scrisse per due anni recensioni teatrali.
Nel 1913 ha pubblicato i suoi primi libri, due romanzi western. Dopo la prima guerra mondiale si è trasferita a New York, dove ha lavorato per lo scultore Gutzon Borglum che creava statue per la Cattedrale di St. John e avrebbe in seguito realizzato il monumento di Monte Rushmore. Sempre a New York, Paterson ha scritto anche per World e American.
Nel 1921 è diventata l'assistente di Burton Rascoe, il nuovo direttore del New York Tribune. Per 25 anni, dal 1924 al 1949, ha curato la rubrica dei libri sull’Herald Tribune's firmandosi “I.M.P.”. Divenne quindi una delle più influenti critiche letterarie del suo tempo, periodo di grande espansione letteraria, con l'avvento di Hemingway, Fitzgerald, gli afroamericani dell'Harlem Renaissance. Nel 1928 ha ottenuto la cittadinanza americana.
Era nota per dimostrare il suo spirito acuto nella sua rubrica, dove tra l'altro scriveva anche molte delle idee politiche che poi avrebbe fatto confluire in The God of the Machine. Il suo pensiero, specialmente sul libero commercio, venne inoltre prefigurato nei suoi romanzi storici negli anni venti e trenta. Si oppose a molti dei programmi economici del New Deal messi in atto dal presidente Roosevelt durante la Grande depressione, chiedendo meno partecipazione del governo nelle questioni sociali e fiscali e guidando un gruppo di giovani amici, gran parte impiegati dell’Herald Tribune, che condividevano le sue stesse idee. Una di questi era anche Ayn Rand.
(The God of the Machine)

### Isabel Paterson e Ayn Rand
Paterson e Rand hanno promosso i loro libri a vicenda e hanno condotto un ampio scambio di corrispondenza per anni, toccando spesso argomenti di religione e filosofia. Il carteggio si è interrotto nel 1948 in seguito ad un litigio. Atea, la Rand era critica nei confronti dei tentativi della Patterson, deista, di collegare capitalismo e religione, in quanto li credeva incompatibili.
Come un segno della scena politica del tempo, The God of the Machine è stato pubblicato lo stesso anno di The Fountainhead della Rand e di The Discovery of Freedom di Rose Wilder Lane. Albert Jay Nock ha commentato che il libro della Paterson e quello della Lane erano “gli unici libri intelligibili sulla filosofia dell'individualismo che sono stati scritti in America in questo secolo”.

### Ultimi anni
Paterson ha influenzato la nascita del conservatorismo Americano del dopoguerra attraverso la sua corrispondenza con il giovane Russell Kirk negli anni quaranta e con William F. Buckley negli anni cinquanta. Buckley e Kirk fondarono poi il National Review a cui contribuì anche la Paterson per un po' di tempo.
È sepolta al Saint Mary's Episcopal Churchyard di Burlington (New Jersey).

## Opere
- 1913 The Magpie's Nest
- 1913 The Shadow Riders
- 1924 The Singing Season
- 1926 The Fourth Queen
- 1930 The Road of the Gods
- 1933 Never Ask the End.
- 1934 The Golden Vanity.
- 1940 If It Prove Fair Weather.
- 1943 The God of the Machine.

### Biografie
- Cox, Stephen, 2004 The Woman and the Dynamo: Isabel Paterson and the Idea of America. Transaction Publishers.

- Beito, David T. and Beito, Linda Royster, "Isabel Paterson, Rose Wilder Lane, and Zora Neale Hurston on War, Race, the State, and Liberty", Independent Review